# Aminias (mitología)

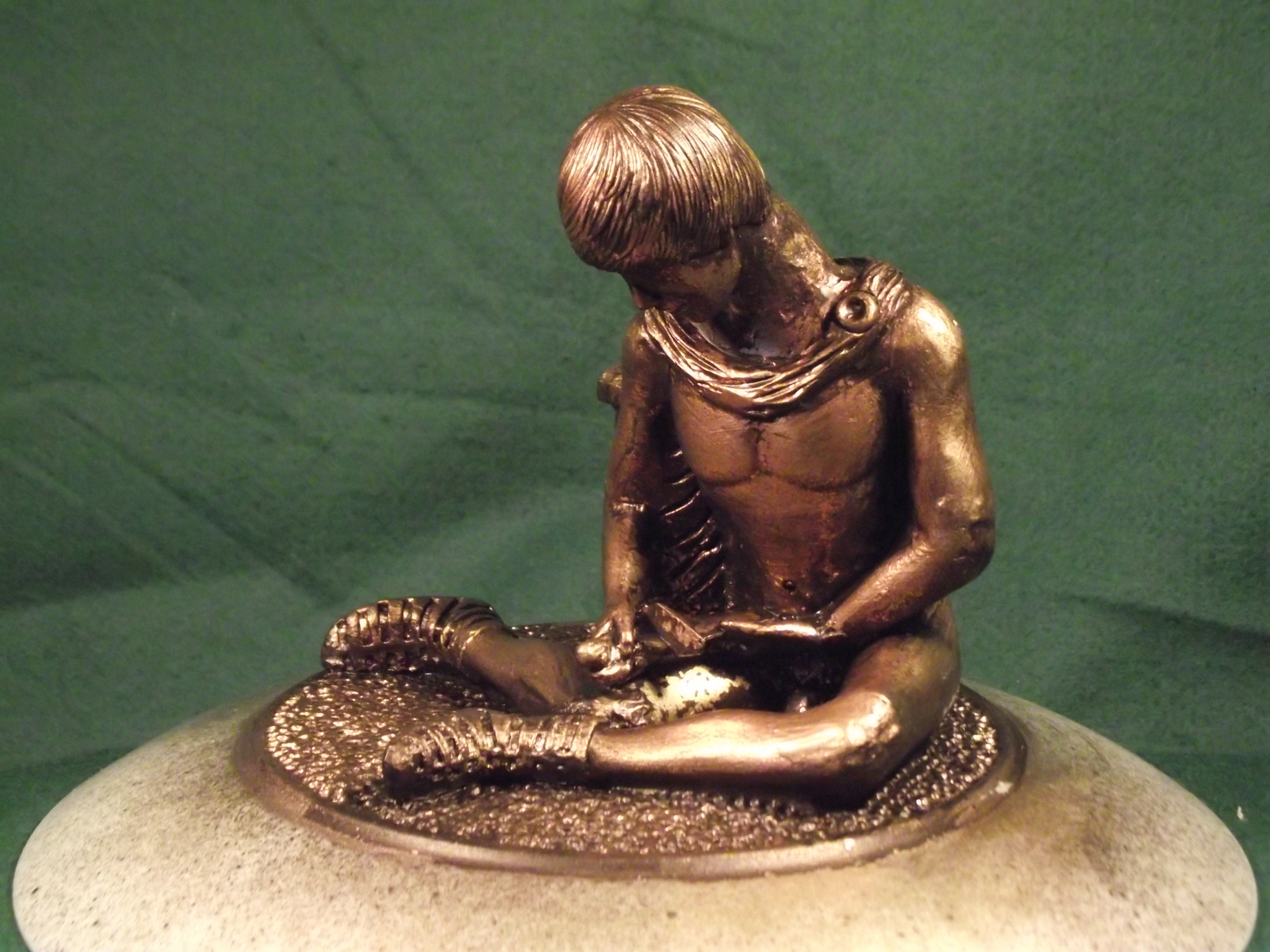
Suicidio de Aminias, obra de Malcolm Lidbury

En la mitología griega, Aminias era un joven que se enamoró del hermoso cazador beocio Narciso, quien ya había despreciado a sus pretendientes masculinos, según la versión del mito de Narciso de Conón (Narraciones, 24). Narciso también lo despreció y le dio la espalda, tras lo cual Aminias, trastornado, se suicidó en la puerta de Narciso. Antes, le había rezado a Némesis para que le diera una lección a Narciso por todo el dolor que le provocó. Tras eso, Narciso caminaba junto a un charco de agua y decidió beber un poco. Entonces, vio su reflejo, quedando fascinado por él pero, al no poder obtener el objeto de su deseo, acabó muriendo lentamente por hambre y sed, siendo transformado por las ninfas en una flor de narciso. Otros dicen que, en cambio, se llenó de remordimiento y se suicidó junto al estanque, y de la sangre de su agonizante vida nació la flor.

## Representaciones de Aminias
Telling Tales, una serie de televisión de la BBC, relata el mito de Narciso en un entorno moderno, donde Narciso es un chico guapo y popular en su escuela y Aminias es su amiga.